# Nancy Hogshead
Nancy Lynn Hogshead (Iowa City, 17 april 1962) is een Amerikaans zwemster.

## Biografie
Hogshead won tijdens de Olympische Zomerspelen van 1984 in eigen land de gouden medaille op de 100m vrije slag zij moest deze medaille wel delen met haar landgenote Carrie Steinseifer. Zij won tijdens deze spelen als slotzwemster ook goud op beiden estafettenummers en de zilveren medaille op de 200m wisselslag.

## Internationale toernooien
| Jaar | Olympische Spelen                                                                               | Wereldkampioenschappen                |
| ---- | ----------------------------------------------------------------------------------------------- | ------------------------------------- |
| 1978 |                                                                                                 | 200m vlinderslag · 5e 400m wisselslag |
| 1980 | Amerikaanse boycot                                                                              |                                       |
| 1982 |                                                                                                 |                                       |
| 1984 | 100m vrije slag · 4e 200m vlinderslag · 200m wisselslag · 4x100m vrije slag · 4x100m wisselslag |                                       |

1912: Fanny Durack ·
1920: Ethelda Bleibtrey ·
1924: Ethel Lackie ·
1928: Albina Osipowich ·
1932: Helene Madison ·
1936: Rie Mastenbroek ·
1948: Greta Andersen ·
1952: Katalin Szőke ·
1956: Dawn Fraser ·
1960: Dawn Fraser ·
1964: Dawn Fraser ·
1968: Jan Henne ·
1972: Sandra Neilson ·
1976: Kornelia Ender ·
1980: Barbara Krause ·
1984: Nancy Hogshead/Carrie Steinseifer ·
1988: Kristin Otto ·
1992: Zhuang Yong ·
1996: Le Jingyi ·
2000: Inge de Bruijn ·
2004: Jodie Henry ·
2008: Britta Steffen ·
2012: Ranomi Kromowidjojo ·
2016: Simone Manuel/Penelope Oleksiak ·
2020: Emma McKeon ·
2024: Sarah Sjöström
1912: Moore, Fletcher, Speirs, Steer ·
1920: Woodbridge, Schroth, Guest, Bleibtrey ·
1924: Donnelly, Ederle, Lackie, Wehselau ·
1928: Lambert, Osipowich, Saville, Norelius ·
1932: Johns, Saville, McKim, Madison ·
1936: Selbach, Wagner, den Ouden, Mastenbroek ·
1948: Corridon, Kalama, Helser, Curtis ·
1952: I. Novák, Temes, É. Novák, Szőke ·
1956: Fraser, Leech, Morgan, Crapp ·
1960: Spillane, Stobs, Wood, von Saltza ·
1964: Stouder, de Varona, Watson, Ellis ·
1968: Barkman, Gustavson, Pedersen, Henne ·
1972: Babashoff, Barkman, Kemp, Neilson ·
1976: Peyton, Sterkel, Babashoff, Boglioli ·
1980: Krause, Metschuck, Diers, Hülsenbeck ·
1984: Johnson, Steinseifer, Torres, Hogshead ·
1988: Otto, Meißner, Hunger, Stellmach ·
1992: Haislett, Martino, Thompson, Torres ·
1996: Martino, Van Dyken, Fox, Thompson ·
2000: Van Dyken, Shealy, Thompson, Torres ·
2004: Mills, Lenton, Thomas, Henry ·
2008: Dekker, Kromowidjojo, Heemskerk, Veldhuis ·
2012: Coutts, C. Campbell, Elmslie, Schlanger ·
2016: McKeon, Elmslie, B. Campbell, C. Campbell ·
2020: B. Campbell, Harris, McKeon, C. Campbell ·
2024: O'Callaghan, Jack, McKeon, Harris
1960: Burke, Kempner, Schuler, von Saltza ·
1964: Ferguson, Goyette, Stouder, Ellis ·
1968: Hall, Ball, Daniel, Pedersen ·
1972: Belote, Carr, Deardurff, Neilson ·
1976: Richter, Anke, Pollack, Ender ·
1980: Reinisch, Geweniger, Pollack, Metschuck ·
1984: Andrews, Caulkins, Meagher, Hogshead ·
1988: Otto, Hörner, Weigang, Meißner ·
1992: Loveless, Nall, Ahmann-Leighton, Thompson ·
1996: Botsford, Beard, Martino, Van Dyken ·
2000: Bedford, Quann, Thompson, Torres ·
2004: Rooney, Jones, Thomas, Henry ·
2008: Seebohm, Jones, Schipper, Trickett ·
2012: Franklin, Soni, Vollmer, Schmitt ·
2016: Baker, King, Vollmer, Manuel ·
2020: K. McKeown, Hodges, E. McKeon, Campbell ·
2024: Smith, King, Walsh, Huske
- Gemeinsame Normdatei: 135581796
- International Standard Name Identifier: 0000 0001 1466 8843
- Library of Congress Control Number: n2007033832
- SNAC: w6m33gf6
- Système universitaire de documentation: 132380048
- Virtual International Authority File: 6153344
- WorldCat: E39PBJfxdWMPy8VPRfjHvwyw4q